# Statistischer Stadtteil
Statistischer Stadtteil ist eine kommunalstatistische Verwaltungsgliederung, die u. a. in folgenden Städten verwendet wird:
- Dresden, siehe Liste der statistischen Stadtteile von Dresden, wobei ein statistischer Stadtteil hier die Zusammenfassung mehrerer statistischer Bezirke ist
- Nürnberg, siehe statistische Gliederung von Nürnberg[1]

Bei der Abgrenzung von statistischen Stadtteilen geht die Verwaltung in der Regel nicht nach alten, meist verwinkelten Gemarkungsgrenzen vor, sondern bevorzugt nach heute bestehenden Hauptstraßen, Eisenbahnstrecken oder ähnlichem.